# Acronychia laevis
Acronychia laevis (лат.) — кустарник или небольшое дерево, вид рода Акронихия (Acronychia) семейства Рутовые (Rutaceae). Произрастает в Австралии (Новый Южный Уэльс и Квинсленд), а также в Новой Каледонии и Лорд-Хау. У растения простые, эллиптические или яйцевидные листья, группы кремово-белых цветков и мясистые плоды от митрообразной до сферической формы.

## Ботаническое описание

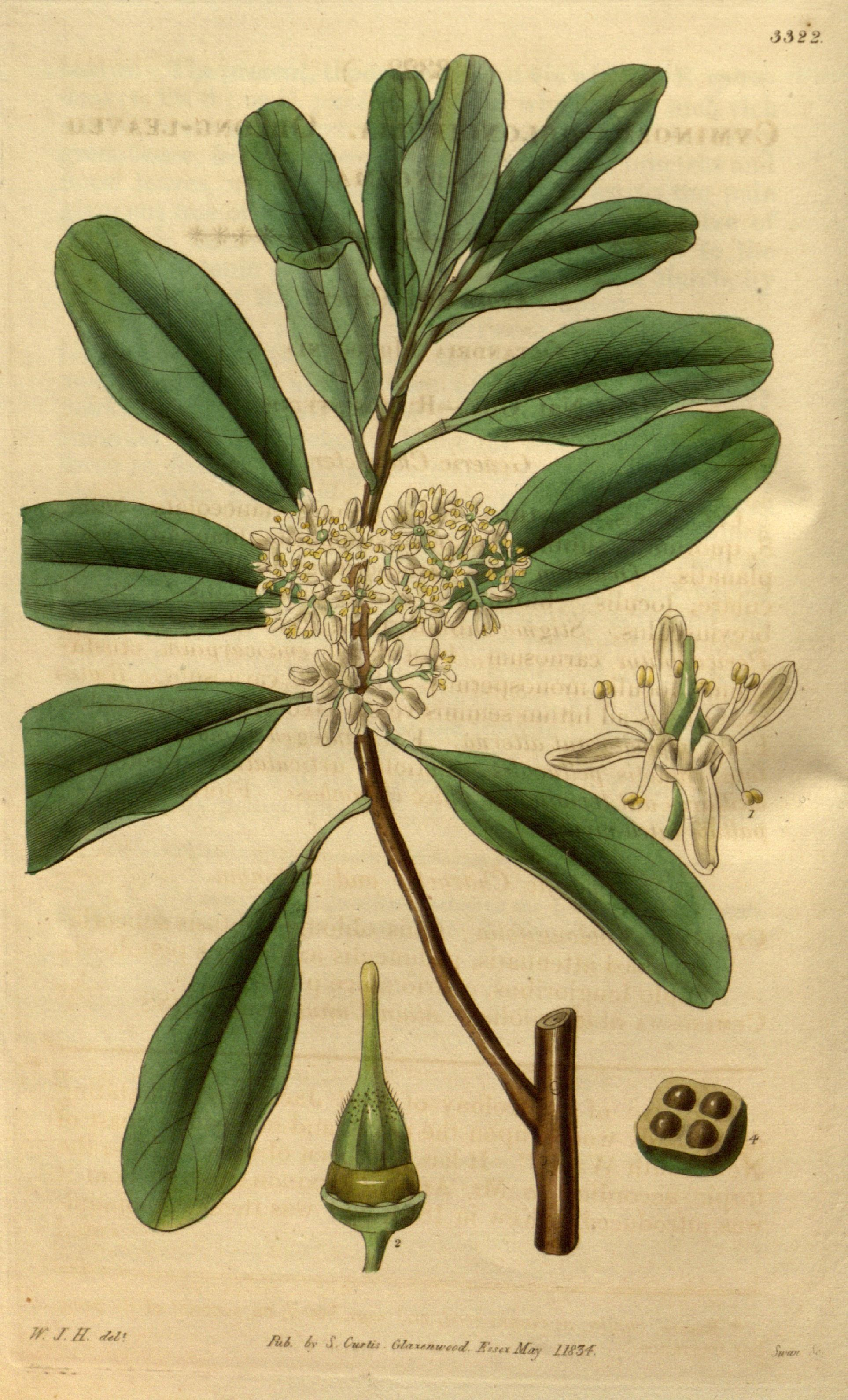
Иллюстрация A. laevis (1834)

Acronychia laevis — кустарник или небольшое дерево, достигающее до 12 м в высоту. Кора гладкая палевого цвета с редкими вертикальными линиями и складками. Листья расположены в противоположных парах, простые, эллиптические или яйцевидные с более узким концом у основания, 25-100 мм в длину и 10-50 мм в ширину на черешке длиной 3-30 мм. Листья блестящие зелёные с обеих сторон с тупыми или закруглёнными кончиками и имеют масляные точки, которые можно увидеть в увеличительное стекло и при ярком свете. Цветки в основном расположены в пазухах листьев в соцветиях-кистях длиной 15-70 мм. Цветок находится на цветоножке длиной 3,5-13 мм. Четыре чашелистика имеют ширину 0,5-1,5 мм, четыре лепестка кремово-белые 5-9 мм в длину. Цветёт с февраля по июнь. Плод представляет собой мясистую митрообразную или сферическую тёмно-розовую костянку длиной 7-10 мм. Семена красновато-коричневые длиной около 4 мм.

## Распространение и местообитание
Ficus fraseri встречается в сухих тропических и субтропических лесах на высоте до 1100 м над уровнем моря. Встречается от верховьев реки Кларенс в Новом Южном Уэльсе до полуострова Кейп-Йорк в Квинсленде, а также в Новой Каледонии и на острове Лорд-Хау.

## Таксономия
Вид был впервые описан в 1775 году немецкими натуралистами Иоганном Рейнгольдом Форстером и Георгом Форстером, опубликовавшими описание в своей книге Characteres Generum Plantarum. Видовой эпитет — латинское прилагательное «гладкий» и относится к новым побегам и листьям.